# Короната (сериал)
Короната (на английски: The Crown) е британско-американски исторически драматичен телевизионен сериал за управлението на кралица Елизабет II, създаден и основно написан от Питър Морган и продуциран от Лефт Банк Пикчърс и Сони Пикчърс Телевижън за Нетфликс. Морган разработва поредицата от филма си Кралицата (2006) и сценичната си пиеса Аудиенцията (2013), която също се фокусира върху Елизабет II.
Сериалът се състои от шест сезона, обхващащи почти шест десетилетия, като започва малко преди сватбата на принцеса Елизабет и Филип Маунтбатън през 1947 г. и завършва със сватбата на принц Чарлз и Камила Паркър Боулс през 2005 г. Основният актьорски състав на сериала се сменя на всеки два сезона; Елизабет например е изиграна от Клеър Фой в първи и втори сезон, Оливия Колман в трети и четвърти сезон и Имелда Стонтън в пети и шести сезон.
Заснет е в Студия „Елстри“ в град Боръмууд в Хартфордшър, като снимките се провеждат в Обединеното кралство и в чужбина. Нетфликс пуска първия сезон на 4 ноември 2016 г.; шестият е пуснат в две части, първата на 16 ноември 2023 г., а втората на 14 декември 2023 г.
Короната е възхваляван от критиците за своята актьорска игра, режисура, сценарий, кинематография и продуцентска стойност. Неговите исторически неточности обаче са критикувани, особено през втората половина на сериала. Сериалът печели многобройни награди, включително награда „Еми“ за най-добър драматичен сериал и две награди „Златен глобус“ за най-добър телевизионен сериал-драма.

## Сюжет
Короната описва живота на кралица Елизабет II от сватбата ѝ през 1947 г. с Филип, херцог на Единбург, до началото на 21 век:
- Първият сезон обхваща периода от 1947 до 1955 г., включително Уинстън Чърчил, който подава оставка като министър-председател, и сестрата на кралицата принцеса Маргарет, която решава да не се омъжи за Питър Таунсенд.[4]
- Вторият сезон обхваща периода от 1956 до 1964 г., включително Суецката криза, оставките на Антъни Идън и Харолд Макмилън като министър-председатели, аферата „Профумо“ и ражданията на принц Андрю и принц Едуард.[5][6]
- Третият сезон обхваща периода от 1964 до 1977 г., включително мандатите на Харолд Уилсън и Едуард Хийт като министър-председатели, представянето на Камила Шанд и сребърния юбилей на кралицата.[7]
- Четвъртият сезон обхваща периода от 1979 до 1990 г., включително мандата на Маргарет Тачър като министър-председателка и брака на лейди Даяна Спенсър с Чарлз, принца на Уелс.[8]
- Петият сезон обхваща периода от 1991 до 1997 г. и се фокусира върху „Войната на уелсците“ и последвалия развод на Чарлз и Даяна, както и възхода на семейство Ал-Файед и „ужасната година“ (1992) на кралицата
- Шестият и последен сезон обхваща периода от 1997 до 2005 г., по време на премиерството на Тони Блеър. Първите четири епизода обхващат смъртта на Даяна, принцесата на Уелс, а последните шест – златния юбилей на Елизабет II, смъртта на принцеса Маргарет и на кралица Елизабет, кралицата майка, ранната връзка на принц Уилям с Кейт Мидълтън и сватбата на принц Чарлз и Камила Паркър Боулс.

## Епизоди
| сезон | бр. епизоди | пускане                            |
| ----- | ----------- | ---------------------------------- |
| 1     | 10          | 4 ноември 2016                     |
| 2     | 10          | 8 декември 2017                    |
| 3     | 10          | 17 ноември 2019                    |
| 4     | 10          | 15 ноември 2020                    |
| 5     | 10          | 9 ноември 2022                     |
| 6     | 10 (4+6)    | 16 ноември 2023 и 14 декември 2023 |

## Актьорски състав и герои

### Основен
- Клер Фой (сезони 1 – 2, поява в сезони 4 и 6, гост в сезон 5), Оливия Колман (сезони 3 – 4, поява в сезон 6) и Имелда Стонтън (сезони 5 – 6) като кралица Елизабет II
- Мат Смит (сезони 1 – 2), Тобайъс Мензис (сезони 3 – 4) и Джонатан Прайс (сезони 5 – 6) като принц Филип, херцог на Единбург
- Ванеса Кърби (сезони 1 – 2, гост в сезон 5), Хелена Бонам Картър (сезони 3 – 4) и Лесли Манвил (сезони 5 – 6) като принцеса Маргарет, графиня на Сноудън
- Айлийн Аткинс (сезон 1) като кралица Мери
- Джеръми Нортам като Антъни Идън (сезони 1 – 2)
- Виктория Хамилтън (сезони 1 – 2), Мериън Бейли (сезони 3 – 4), и Марша Уорън (сезони 5 – 6) като кралица Елизабет, кралицата-майка
- Бен Майлс (сезон 1, поява в сезон 2, гост в сезон 5) и Тимъти Далтън (поява в сезон 5) като Питър Таунсенд
- Грег Уайз (сезони 1 – 2) и Чарлз Данс (сезон 3, поява в сезон 4) като Луис Мантбатън, 1-ви граф Маунтбатън на Бирма
- Джаред Харис като крал Джордж VI (сезон 1, featured сезон 2)
- Джон Литгоу като Уинстън Чърчил (сезон 1, поява в сезони 2 – 3)
- Алекс Дженингс (сезон 1, поява в сезон 2 и 5) и Дерек Джейкъби (поява в сезон 3) като принц Едуард, херцог на Уиндзор
- Лия Уилямс (сезон 1, поява в сезон 2 и 5) и Джералдин Чаплин (поява в сезон 3) като Уолис, херцогиня на Уиндзор
- Антън Лесър като Харолд Макмилан (сезон 2)
- Матю Гуд (сезон 2) и Бен Даниълс (сезон 3) като Антъни Армстронг-Джоунс, 1-ви граф на Сноудън
- Джейсън Уоткинс като Харолд Уилсън (season 3)
- Ерин Дохърти (сезони 3 – 4) и Клаудия Харисън (сезони 5 – 6) като принцеса Ан
- Джош О'Конър (сезони 3 – 4) и Доминик Уест (сезони 5 – 6) като Чарлз, принц на Уелс
- Ема Корин (сезон 4) и Елизабет Дебицки (сезони 5 – 6) като Даяна, принцеса на Уелс
- Джилиън Андерсън като Маргарет Тачър (сезон 4)
- Стивън Боксър като Денис Тачър (сезон 4)
- Емералд Фенел (сезон 4, поява в сезон 3) и Оливия Уилямс (сезони 5 – 6) като Камила Паркър Боулс
- Джони Лий Милър (сезон 5) като Джон Мейджър
- Наташа Макълхоун (сезон 5) като Пени Кнатчбул, лейди Ромзи
- Бърти Карвъл (сезон 6, поява в сезон 5) като Тони Блеър
- Салим Доу (сезон 6, поява в сезон 5) като Мохамед Ал-Файед
- Халид Абдала (сезон 6, поява в сезон 5) като Доди ал-Файед
- Ед Маквай (сезон 6) като принц Уилям
- Лутър Форд (сезон 6) като принц Хари
- Мег Белами (сезон 6) като Катрин Мидълтън

### Епизодични герои
Следните актьори са кредитирани в началните заглавия на до два епизода в сезон:
- Стивън Дилейн като Греъм Съдърланд, известен художник, който рисува портрет на застаряващия Чърчил (сезон 1)
- Джема Уелън като Патриша Кембъл, секретарка, която работи с лорд Алтринчам и пише неговата редакционна статия (сезон 2)
- Джон Хефернан като лорд Алтринчам, писател, автор на остра критика срещу Елизабет II (сезон 2)
- Пол Спаркс като Били Греъм, виден американски проповедник, с когото Елизабет се консултира (сезон 2)[9]
- Майкъл К. Хол като Джон Ф. Кенеди, президент на Съединените щати, който посещава Елизабет (сезон 2)
- Джоди Балфур като Жаклин Кенеди, първа дама на Съединените щати, която посещава Елизабет (сезон 2)
- Бургхарт Клауснер като д-р Кърт Хан, основателят на училище „Гордънстаун“, където Филип и Чарлз ходят на училище (сезон 2)
- Фин Елиът като принц Филип в училищна възраст (сезон 2, гост сезон 3)[9]
- Джулиан Бейринг като принц Чарлз в училищна възраст (сезон 2)[9]
- Кланси Браун като Линдън Б. Джонсън, президентът на Съединените щати след Кенеди (сезон 3)
- Джейн Лапотер (сезон 3), Розалинд Найт (повтарящ се в сезон 1) и Софи Лий Стоун (повтаряща се в сезон 2) като принцеса Алис Батенберг, майката на Филип
- Марк Люис Джоунс като Едуард Милуърд, учител по уелски език на принц Чарлз (сезон 3)
- Тим Макмълан като Робин Уудс, деканът на Уиндзор (сезон 3)
- Майкъл Малоуни като Едуард Хийт (сезон 3)
- Андрю Бюкан (сезон 3, повтарящ се в сезон 4) и Даниел Флин (гост в сезон 5) като Андрю Паркър Боулс, първият съпруг на Камила
- Хари Трейдуей като Роди Луелин, приятелят на принцеса Маргарет (сезон 3, гост сезон 4)
- Том Брук като Майкъл Фейгън, мъж, който влиза в спалнята на кралицата през 1982 г. (сезон 4)
- Ричард Роксбърг като Боб Хоук, министър-председателят на Австралия (сезон 4)
- Том Бърк като Дерек „Дазъл“ Дженингс, държавен служител и приятел на принцеса Маргарет (сезон 4)
- Никълъс Фарел като Майкъл Ший, прессекретарят на Елизабет (сезон 4)
- Прасана Пууанараджа в ролята на Мартин Башир, журналистът, който прави „Интервю с Н.В.В. принцесата на Уелс“ (сезон 5)
- Ив Бест като Карол Мидълтън, майка на Катрин Мидълтън (сезон 6)
- Виола Претеджон като тийнейджърката принцеса Елизабет (сезон 6)
- Бо Гадсдън като тийнейджърката принцеса Маргарет (сезон 6, повтаряща се в сезон 1, гост в сезон 3)

## Продукция

### Развитие
През ноември 2014 г. е обявено, че Нетфликс ще адаптира пиесата „Аудиенцията“ от 2013 г. в телевизионен сериал. Питър Морган, който е сценарист на филма от 2006 г. Кралицата и на пиесата, е главният сценарист на Короната. Режисьори на първия сезон са Стивън Долдри, Филип Мартин, Джулиан Джаролд и Бенджамин Карон. Първият сезон от 10 части е най-скъпата драма, продуцирана от Нетфликс и Лефт Банк Пикчърс, струвайки поне £100 милиона. Поръчан е втори сезон, като сериалът е планиран да обхване 60 епизода в шест сезона. До октомври 2017 г. започва ранната продукция на очаквания трети и четвърти сезон. До следващия януари Нетфликс потвъжрдава, че сериалът е подновен за трети и четвърти сезон.
През януари 2020 г. Морган обявява, че сериалът е подновен за пети и последен сезон. Говорейки за края на сериала с пет сезона, след като е предвидено да продължи шест, Морган казва, докато изработва историите за пети сезон, „за мен стана ясно, че това е идеалното време и място да спра“; Нетфликс и Сони подкрепят решението на Морган. През юли 2020 г. обаче Нетфликс обявява, че сериалът ще получи шести сезон, както е първоначално предвидено. Морган казва, че когато се обсъждат сюжетните линии за пети сезон, „скоро стана ясно, че за да отдадем дължимото на богатството и сложността на историята, трябва да се върнем към първоначалния план и да направим шест сезона“. Той добавя, че последните два сезона ще им позволят „да покрият същия период по-подробно". Към 2020 г. се съобщава, че прогнозният производствен бюджет на Короната е 260 млн. долара, което го прави един от най-скъпите телевизионни сериали в историята.

### Кастинг
До ноември 2014 г. Клеър Фой е започнала преговори за ролята на кралица Елизабет II. До май 2015 г. Ванеса Кърби преговаря за ролята на принцеса Маргарет. През юни 2015 г. Джон Литгоу е избран за ролята на Уинстън Чърчил, Мат Смит е избран за ролята на принц Филип, а Фой е потвърдена за ролята на кралица Елизабет II. Виктория Хамилтън, Джаред Харис и Айлийн Аткинс също участват в първия сезон. Фой повтаря ролята си на младата кралица в епизоди в сезони 4, 5 и 6. За появата си в „48:1“, осми епизод от сезон 4, Фой печели Награда „Еми“.
Продуцентите преработват продължаващите роли с по-възрастни актьори на всеки два сезона, докато времевата линия се движи напред. През октомври 2017 г. Оливия Колман е избрана за ролята на кралица Елизабет II за третия и четвъртия сезон. До януари 2018 г. Хелена Бонам Картър и Пол Бетани са в преговори за изобразяване на принцеса Маргарет и принц Филип, съответно, за тези сезони. Въпреки това до края на месеца Бетани е принудена да напусне поради необходимото време. До края на март 2018 г. Тобайас Мензис е избран за ролята на принц Филип за третия и четвъртия сезон. В началото на май 2018 г. е потвърдено, че Хелена Бонам Картър е избрана заедно с Джейсън Уоткинс за ролята на министър-председателя Харолд Уилсън. Следващия месец Бен Даниелс е избран за ролята на Антъни Армстронг-Джоунс за третия сезон, заедно с Ерин Дохърти, която се присъединява към сериала като принцеса Ан. Месец по-късно Джош О'Конър и Марион Бейли са избрани съответно за принц Чарлз и Кралицата майка за трети и четвърти сезон. През октомври 2018 г. Емералд Фенел е избрана за ролята на Камила Шанд. През декември 2018 г. Чарлз Данс е избран за ролята на Луис Маунтбатън. През април 2019 г. Ема Корин е избрана за ролята на лейди Даяна Спенсър за четвъртия сезон. Джилиан Андерсън, за която се носи слух от януари 2019 г., че преговаря за ролята на Маргарет Тачър в четвъртия сезон, е официално потвърдена за ролята през септември 2019 г.
През януари 2020 г. Имелда Стаунтън е обявена за наследник на Колман като кралица в петия сезон, като нейната роля във финалния сезон е съобщена през юли. Също през юли 2020 г. Лесли Манвил е обявена за ролята на принцеса Маргарет, а на следващия месец Джонатан Прайс и Елизабет Дебики са избрани съответно за принц Филип и Даяна, принцеса на Уелс. През октомври 2020 г. Доминик Уест води преговори за ролята на принц Чарлз. Неговият кастинг е потвърден през април 2021 г., когато е обявена началната дата за продукцията на петия сезон. През юни 2021 г. Джони Лий Милър е избран за ролята на Джон Мейджър. През същия месец Оливия Уилямс потвърждава по време на интервю, че се е присъединила към актьорския състав като Камила Паркър Боулс за петия и шестия сезон на сериала. През юли 2021 г. актрисата Марша Уорън се присъединява към актьорския състав по време на снимките на кралица Елизабет, кралицата майка. Същия месец е потвърдено и избирането на Клаудия Харисън за ролята на принцеса Ан. През септември 2021 г. Халид Абдала и Салим Доу са обявени да изиграят съответно Доди Файед и Мохамед ал-Файед. По-късно същия месец е потвърдено, че Тимъти Далтън е избран за ролята на Питър Таунсенд. През януари 2022 г. Хумаюн Саид е избран за ролята на д-р Хаснат Хан.
Търсенето на актьори за ролите на тийнейджърите принц Уилям и принц Хари в шести сезон започва през март 2022 г. Новият актьор за принц Уилям заменя Сенан Уест, който е избран за ролята на млад принц Уилям за пети сезон, като останалите нови кастинги за пети сезон се очаква да останат за шестия сезон. През април 2022 г. е публикувана покана за кастинг за млада Катрин Мидълтън, която да бъде изобразена в шестия сезон.
През септември 2022 г. е обявено, че Руфъс Кампас и Ед Маквей ще изобразят принц Уилям, а Мег Белами ще изобрази Катрин Мидълтън.

#### Спор относно разликата в заплащането между половете
Продуцентите от Лефт Банк заявяват, че Смит е бил платен повече от Фой за първите два сезона, отчасти поради неговата слава на Доктор Кой. Това води до спорове относно разликата в заплащането на жените и мъжете, включително създаването на петиция, която моли Смит да дари разликата между неговата заплата и заплатата на Фой на Фонда за правна защита Time's Up. По-късно Лефт Банк се извиняват на Фой и Смит и казват, че са били в центъра на медийна буря не по тяхна вина, добавяйки, че те „носят отговорност за бюджетите и заплатите; актьорите не са наясно кой какво получава, и не могат да носят лична отговорност за заплащането на своите колеги“. Те добавят, че подкрепят „стремежа за равенство между половете в киното и телевизията и [бяха] нетърпеливи да говорят с британската кампания Time's Up и [вече] са говорили с Era 50:50 – група, която се бори за равенство между половете на екрана и сцената.“ Сузане Маки, творческият директор на Лефт Банк, отбелязва, че в бъдеще на нито един актьор няма да се плаща повече от актрисата, изобразяваща кралицата.
Що се отнася до спора, Фой не е изненадана, че се е превърнала в голяма история, „в смисъл, че бе водена от жена драма“. Смит отбелязва, че подкрепя Фой и е „доволен, че бе решен и [ продуцентите] се поправиха за това, защото това трябваше да се случи". Холивуд Рипортър отбелязва, че не е ясно какво има предвид Смит като решено, тъй като Нетфликс и Лефт Банк не са коментирали повече. Фой по-късно описва докладите, които е получила обратно възнаграждение, за да повиши заплатата си до паритета като „не съвсем правилно“.

### Заснемане
Приблизително 25% от първия сезон е заснет в Студия „Елстри“ в град Боръмууд в Хартфордшър, а останалата част е заснета на място, общо 152 дни. Сцени на частни квартири, интериор на частен самолет, кабинетна стая и екстериорът на Даунинг стрийт 10 са построени в Студия „Елстри“. В същото време Ланкастър Хаус (Уест Енд, Лондон), Ротъм Парк (Саут Мимс, Хартфордшър) и Уилтън Хаус (Уилтън, Уилтшър) са използвани като двойки на Бъкингамски дворец. Катедралата на Или и катедралата на Уинчестър заменят Уестминстърското абатство, докато местата в Южна Африка заместват Кения. Допълнителни местоположения в Обединеното кралство включват замъкът Белвоар (Лестършър), имението Уодздън (Уодздън, Бъкингамшър), дворецът Елтам (Елтам, Югоизточен Лондон), Кралският военноморски колеж (Гренич, Югоиизточен Лондон), Голдсмитс Хол (Лондон), летище Шорхам (Брайтън), замъкът Ню Слейнс (Абърдийншър), замъкът Балморал, Крудън Бей (Шотландия), театър „Лайсиъм“ (Уестминстър, Лондон), Лоузли Парк (близо до Гилдфорд, Съри), Хатфийлд Хаус, Док Чатам (на река Медуей в Кент), Катедралата на Содърк, Ардвърайки Хаус (nloch Laggan, Нютънмор, Инвъресшър, Шотландия), Енгълфийлд Хаус (Енгълфийлд, Бъркшър), Колеж „Уелингтън“ (Кроуторн, Бъркшър), Голямата централна гара (Лестършър) и имението Гленфеши (Шотландия).
Снимките на втори сезон започват в началото на октомври 2016 г. Всеки епизод от първите два сезона се снима за около 22 дни, като всеки струва около £5 милиона за продукция. Снимките на третия сезон започват през юли 2018 г. и приключват през февруари 2019 г. Снимките на четвъртия сезон започват през август 2019 г. и приключват през март 2020 г. Местата за снимане, използвани за удвояване на чуждестранни сцени, включват Манчестър (като Ню Йорк), Малага и Алмерия (като Сидни и други австралийски декори), както и Атлантера, Кадис (като о-в Мустик).
Снимките на петия сезон започват през юли 2021 г. Годишната пауза в снимките между края на сезон четири и началото на сезон пет е включена в производствения график на сериала. Не е свързано с пандемията от COVID-19. На 16 февруари 2022 г. артикули, използвани преди това в продукцията на сериала, на стойност £150 000, са откраднати от три превозни средства, повечето от които са описани като имащи „ограничена стойност за препродажба“, но са ценни като части за филмовата индустрия в Обединеното кралство. Местата, представени в пети сезон, включват Кобхам Хол, която е вместо Итън Колидж, и Историческият док в Чатам, и двете в Кент. Снимките на шестия сезон започват през август 2022 г., но Морган отбелязва, че очаква да спрат за известно време през септември след смъртта на Елизабет II, от уважение. През октомври 2022 г. е съобщено, че събитията точно преди и точно след смъртта на Даяна, принцесата на Уелс в Париж, ще бъдат заснети за шести сезон.

### Историческа точност
Сериалът е критикуван за представянето на исторически събития, особено от четвъртия сезон нататък. Историческият консултант на програмата, Робърт Лейси, заявява, че „има два вида истина. Има историческа истина и след това има по-голямата истина за миналото“, и че „когато се отклонява от историята, това не се прави случайно. Това се прави на основата на желанието да се предаде определено послание, което може да бъде предадено само чрез изобретение.“ Пример за такова напускане е сюжетът от първи сезон, в който кралицата и правителството се противопоставят на желанието на принцеса Маргарет да се омъжи за Питър Таунсенд, което би изисквало разрешението на монарха съгласно Закона за кралските бракове от 1772 г.; в действителност е направен план за изменение на закона, за да се позволи бракът, като същевременно се премахнат Маргарет и нейните деца от линията на наследяване.
Четвъртият сезон е критикуван в британската преса като неточен и антимонархичен. Той е описан като фалшива история от Саймън Дженкинс във в. „Гардиън“, а кралският биограф Сали Бедел Смит заявява, че „тъй като Короната е толкова пищна и скъпа продукция, толкова красиво изиграна и умело написана, и толкова много внимание е обърнато на визуални детайли за исторически събития, зрителите са подлъгани да повярват, че това, което виждат, наистина се е случило“. Британският министър на културата Оливър Доудън и актрисата Джуди Денч предлагат сериалът да има предупреждение за фикция в началото като отказ от отговорност. През октомври 2022 г. Нетфликс добавя отказ от отговорност към страницата със синопсис на заглавието на сериала на своя уебсайт и към описанието в Ютюб на трейлъра за пети сезон, който го описва като измислена драматизация, която е вдъхновена от реални събития.
Точността на сериала е критикувана от някои от изобразените лица и институции. Училището „Гордънстаун“ отговаря на негативното представяне, като заявява, че личните отзиви на принц Чарлз за училището са изключително положителни. Майкъл Фейгън, чието нахлуване в спалнята на кралицата, докато тя спи, е изобразено в четвърти сезон, казва, че разговорът му с кралицата е бил кратък, учтив и без противоречия и че той никога не е говорил за Маргарет Тачър, както е показано, че прави в сериала. Бившите премиери Джон Мейджър и Тони Блеър публично критикуват сериала; Говорителят на Блеър описва първия епизод от пети сезон, където през 1991 г. принц Чарлз е представен в опит да вербува Джон Мейджър и Тони Блеър да подкрепят абдикацията на кралицата в негова полза, като пълен боклук. Мейджър заявява, че такъв разговор не е имало и че сцената е била „куп злонамерени глупости“. Обратно, по време на изява през 2021 г. в Късното шоу на Джеймс Кордън, принц Хари заявява, че се чувства комфортно с изображението в сериала на кралското семейство, отбелязвайки, че макар и като произведение на измислица, то „не е строго точно“, то наистина дава приблизителна представа за натиска от поставяне на задължението и службата над семейството и всичко останало.

## Пускане
Първите два епизода на сериала са пуснати в Обединеното кралство на 1 ноември 2016 г. Първият сезон е пуснат в световен мащаб на 4 ноември 2016 г. Вторият сезон е пуснат на 8 декември 2017 г. Третият сезон е пуснат на 17 ноември 2019 г. Четвъртият сезон е пуснат на 15 ноември 2020 г. Петият сезон е пуснат на 9 ноември 2022 г. Шестият и последен сезон е пуснат в две части: първата на 16 ноември 2023 г., а втората на 14 декември 2023 г.
Първият сезон е пуснат на DVD и Blu-ray в Обединеното кралство на 16 октомври 2017 г. и в световен мащаб на 7 ноември. Вторият сезон е пуснат на DVD и Blu-ray в Обединеното кралство на 22 октомври 2018 г. и в световен мащаб на 13 ноември 2018 г. Третият сезон е пуснат на DVD и Blu-ray в Обединеното кралство на 2 ноември 2020 г. и по целия свят на следващия ден. Четвъртият сезон е пуснат на DVD и Blu-ray в Обединеното кралство на 1 ноември 2021 г. и по целия свят на следващия ден.

## Приемане

### Критичен отговор
Короната е възхвалявана като драма, описан от в. „Телеграф“ като „най-добрата сапунена опера на телевизията“ и получава оценка 5/5. Въпреки това, някои рецензенти, като например в сп. „Таймс“, изразяват опасения, че някои епизоди се основават на фалшиви предпоставки. Сериалът има общ резултат от 81% на Rotten Tomatoes и 78 на Metacritic.
Първият сезон има 88% критично одобрение в агрегатора на рецензии Rotten Tomatoes, базиран на 74 рецензии със среден рейтинг 8,6/10. Консенсусът на критиците гласи: „Мощните изпълнения и пищната кинематография правят „Короната“ първокласна продукция, достойна за голямата си тема.“ Metacritic дава на сезона резултат от 81 от 100, въз основа на 29 критици. Вторият, третият и четвъртият сезон получават подобни положителни отзиви. Отговорът за петия сезон, макар и все още положителен, е по-малко благоприятен; той държи 71% рейтинг на Rotten Tomatoes от 101 ревюта, със среден рейтинг 6,75/10, а консенсусът на критиците гласи: „В петия си сезон е трудно да се отърсим от усещането, че този сериал е загубил част от блясъка си, но пристрастяващата драма и страхотният актьорски състав остават бижутата на Короната“. Сезонът държи резултат от 65 от 100 на Metacritic, въз основа на 37 критици. Шестият сезон има рейтинг от 56% на Rotten Tomatoes от 82 реценции и среден рейтинг от 6.2/10; консенсусът на критиците гласи: „Натрапчивото изображение на Елизабет Дебики е подходящо за принцесата на Уелс, но последният сезон на The Crown често се чувства като царуване, продължило след разцвета си.“ В Metacritic сезонът държи резултат от 61 от 100 въз основа на 29 критици.

### Награди и номинации
Сериалът печели 21 награди „Праймтайм Еми“, включително изключителен драматичен сериал за четвъртия си сезон и седем награди за актьорския състав. Той също така печели наградата „Златен глобус“ за най-добър телевизионен сериал – драма два пъти, на 74-та и 78-ма церемония, с допълнителни актьорски победи за Клер Фой, Оливия Колман, Ема Корин, Джош О'Конър, Джилиан Андерсън и Елизабет Дебики.

## Изложба на костюми
Костюми от Короната и минисериала The Queen's Gambit са показани от Бруклинския музей като част от неговата виртуална изложба „Кралицата и Короната“. Костюми и реквизит от Короната са изложени в аукционерите Бонамс в Мейфеър от януари до 4 февруари 2024 г. преди продажбата на живо на 7 февруари.

## Потенциална предистория
През април 2022 г. е съобщено, че Нетфликс и Лефт Банк водят предварителни разговори за предистория. Смята се, че сериалът ще обхване период от близо 50 години, започвайки със смъртта на кралица Виктория през 1901 г. и завършвайки около сватбата на принцеса Елизабет през 1947 г. Съобщава се също, че поредицата ще обхваща управлението на четиримата крале, управлявали през този период: Едуард VII, Джордж V, Едуард VIII и Джордж VI.